# Eduard Simon
Eduard Simon (Berlim, 18 de setembro de 1789 – Berlim, 19 de junho de 1856) foi um apotecário de Berlim, Alemanha, descobriu acidentalmente o poliestireno em 1839. Simon destilou uma substância oleosa de estoraque, a resina da árvore liquidâmbar, Liquidambar orientalis, que ele denominou "estirol". Vários dias depois ele descobriu que o estirol havia engrossado, presumidamente devido à polimerização, na forma de uma gelatina que ele apelidou de óxido de estirol ("Estiróxido").